# Ахелой (язовир)
Вижте пояснителната страница за други значения на Ахелой.
Ахелой е язовир на река Ахелой, разположен северно от село Дъбник, община Поморие. Пуснат е в експлоатация през 1964 г. Стената е земнонасипна. Дължина около 3 km. Общият обем на язовира е 12.700 млн. куб.м. Използва се за напояване (около 2300 ha обработваеми земи) и като място за отдих и риболов. Основните видове риба в язовира са: каракуда, слънчева риба, червеноперка, шаран, щука и др.